# George Lee Butler

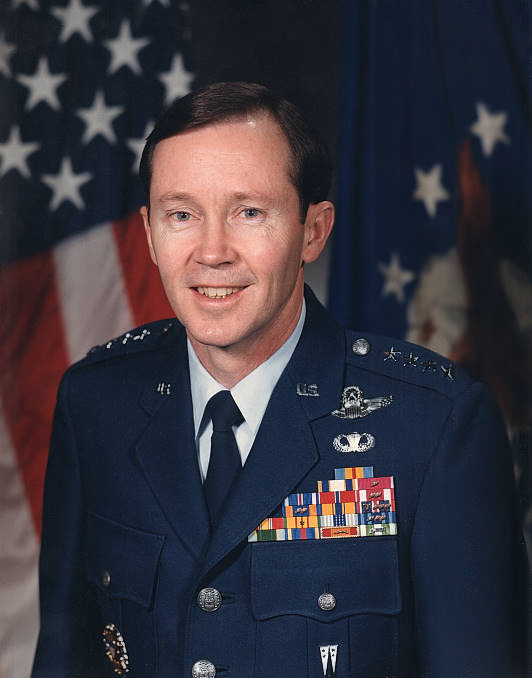
George Lee Butler

George Lee Butler (* 17. Juni 1939 in Fort Benning, Georgia) ist ein pensionierter General der United States Air Force. Er war unter anderem Kommandeur des United States Strategic Command und des Strategic Air Command.

## Leben
Im Jahr 1961 absolvierte er die United States Air Force Academy in Colorado Springs. Nach seiner Graduation wurde er als Leutnant in das Offizierskorps der Air Force aufgenommen. In der Folge durchlief er alle Offiziersgrade vom Leutnant bis zum Vier-Sterne-General.
Im Lauf seiner militärischen Karriere absolvierte er verschiedene Kurse und Schulungen. Dazu gehörten unter anderem eine Ausbildung zum Kampfpiloten und weitere Fortbildungskurse als Pilot neuer Flugzeugtypen; die Squadron Officer School auf der Maxwell Air Force Base in Alabama; das Air Command and Staff College, ebenfalls auf der Maxwell AFB, und das Armed Forces Staff College in Norfolk in Virginia. Außerdem erhielt er einen akademischen Grad von der Universität von Paris.
In seinen frühen Jahren als Offizier der Luftwaffe war er zunächst Pilot, Ausbilder oder Stabsoffizier. Dazwischen absolvierte er die erwähnten Schulungen. Zu den erwähnten Schulausbildungen kam noch ein Französischkurs. Mitte der 1960er Jahre hielt er sich in Paris auf, wo er an der dortigen Universität studierte.
Zwischen März 1968 und März 1969 war Butler im Vietnamkrieg eingesetzt. Bis zum August 1968 war er auf der Cam Ranh Bay Air Base in Südvietnam stationiert, wo er Pilot beim 12. Kampfgeschwader (12th Tactical Fighter Wing) war. Dann wurde er zur Tan Son Nhut Air Base, ebenfalls in Südvietnam, versetzt. Dort war er Stabsoffizier im Hauptquartier der 7. Luftflotte. Nach seiner Rückkehr in die Vereinigten Staaten wurde er Dozent für Politikwissenschaft an der Luftwaffenakademie in Colorado Springs. Außerdem war er dort Leiter der Abteilung für militärische Ausbildung (commanding in the academy's military training department). In den folgenden Jahren war er in unterschiedlichen Funktionen und bei unterschiedlichen Einheiten und Hauptquartieren tätig. Dazu gehörte auch das Hauptquartier der Air Force.
Zwischen März 1981 und Juni 1983 war George Butler stellvertretender Kommandeur des 320. Bombergeschwaders, das auf der Mather Air Force Base in Kalifornien stationiert war. Seine nächste Mission führte ihn auf die Dyess Air Force Base in Texas. Dort übernahm er im Juni 1983 das Kommando über das 96. Bombergeschwader, das er bis zum Juli 1984 innehatte. Danach wurde er Generalinspekteur des Strategic Air Commands, dessen Hauptquartier sich auf der Offutt Air Force Base in Nebraska befand. Diese Aufgabe nahm er bis zum August 1986 wahr. Anschließend kehrte er zum Hauptquartier der Air Force zurück. Dort war er in der Stabsabteilung für Operationen tätig. Ab Januar 1987 leitete er diese Abteilung.
Im Mai 1987 wurde er zum Stab der Joint Chiefs of Staff versetzt. Dort war er in der Stabsabteilung J5 (strategische Planungen) tätig. Im Juli 1989 übernahm er deren Leitung. Am 25. Januar 1991 erhielt er das Kommando über das Strategic Air Command, das unter anderem für nukleare Abschreckung zuständig war. Butler behielt dieses Kommando bis zur Auflösung dieses Kommandos am 1. Juni 1992 als Folge einer internen Umstrukturierung innerhalb des amerikanischen Militärs. Einige ehemalige Befugnisse des Kommandos wurden auf andere Einrichtungen der Air Force übertragen. Die Nukleareinheiten wurden zusammen mit denen der United States Navy in das neugegründete United States Strategic Command integriert. Butler übernahm nahtlos am 1. Juni 1992 das Kommando dieser neuen Einheit. Diese war bzw. ist noch immer verantwortlich für die Führung, Ausbildung, Ausrüstung, Verwaltung und Planung sämtlicher Atomstreitkräfte aller Teilstreitkräfte der Vereinigten Staaten. Butler behielt dieses Kommando bis zum 13. Februar 1994, als er von Henry G. Chiles Jr. abgelöst wurde. Anschließend schied er aus dem aktiven Militärdienst aus.
Während seiner aktiven Zeit als Militärpilot absolvierte er über 3000 Flugstunden auf verschiedenen Flugzeugtypen.
Nach seiner Pensionierung setzte sich Butler für nukleare Abrüstung ein. Dabei stellte er die Notwendigkeit von Atomwaffen in Frage. Im Jahr 1999 gründete er gemeinsam mit seiner Frau die Second Chance Foundation, die sich für atomare Abrüstung einsetzt. Im Jahr 2002 wurde er für diese Tätigkeiten mit dem Heinz Award ausgezeichnet.

## Orden und Auszeichnungen
George Butler erhielt im Lauf seiner militärischen Laufbahn unter anderem folgende Auszeichnungen:
- Defense Distinguished Service Medal
- Air Force Distinguished Service Medal
- Legion of Merit
- Bronze Star Medal
- Distinguished Flying Cross
- Air Medal
- Meritorious Service Medal
- Air Force Commendation Medal